# Menuroidea
Menuroidea — надродина горобцеподібних птахів. Включає 4 родини з 39 видами. Поширені в Австралії та Новій Гвінеї.

## Родини
- Гущакові (Atrichornithidae) — 2 види
- Лірохвостові (Menuridae) — 2 види
- Королазові (Climacteridae) — 7 видів
- Наметникові (Ptilonorhynchidae) — 28 видів